# Coppa Italia di Serie A2 1999-2000 (calcio a 5)
La Coppa Italia di Serie A2 1999-2000 è stata la prima edizione del trofeo ad essere dedicata esclusivamente alle formazioni militanti in Serie A2. La fase finale si è svolta il 27 e 28 marzo 2000 presso il PalaRuffini di Torino.

## Iª fase

### I turno
18 settembre 1999
- PCF Aosta-Aymavilles 3-5
- Teraxitalia BO-ITA Palmanova 6-4
- IGP Pisa-Monte Paschi SI 2-2
- Queens Avezzano-Cus Chieti 4-5
- C.L. Terni-Giampaoli AN 6-2
- Lazio Calcetto-Pomezia Futsal 1-2
- Ecocampania Bellona-Stabiamalfi 5-5
- ITC N.OVE. Studi PA-Atletico PA 4-0

### II turno
25 settembre 1999
- Aymavilles-Cotrade TO 1-2
- Arzignano-Teraxitalia BO 10-5
- Monte Paschi SI-Delfino CA 3-3
- Cus Chieti-BMW Caserta 7-6
- L'Eco Ascoli-C.L. Terni 3-4
- Pomezia Futsal-Ciampino 3-3
- Stabiamalfi-Tufano Hi-Fi Vesuvio 4-2
- Ares Siracusa-ITC N.O.VE. Studi PA 0-5

### III turno
2 ottobre 1999
- Cotrade TO-PCF Aosta 5-1
- ITA Palmanova-Arzignano 10-4
- Delfino CA-IGP Pisa 4-0
- BMW Caserta-Queens Avezzano 5-1
- Giampaoli AN-L'Eco Ascoli 8-6
- Ciampino-Lazio Calcetto 1-1
- Tufano Hi-Fi Vesuvio-Ecocampania Bellona 4-4
- Atletico PA-Ares Siracusa 2-1

### Gruppo A
|  | Squadra        | P.ti | V | P | S | GF | GS | DR |
|  | -------------- | ---- | - | - | - | -- | -- | -- |
|  | Cotrade Torino | 6    | 2 | 0 | 0 | 7  | 2  | +5 |
|  | Aymavilles     | 3    | 1 | 0 | 1 | 6  | 5  | +1 |
|  | Aosta          | 0    | 0 | 0 | 2 | 4  | 10 | -6 |
|  |                |      |   |   |   |    |    |    |

### Gruppo C
|  | Squadra          | P.ti | V | P | S | GF | GS | DR |
|  | ---------------- | ---- | - | - | - | -- | -- | -- |
|  | Delfino Cagliari | 4    | 1 | 1 | 0 | 7  | 3  | +4 |
|  | San Miniato      | 2    | 0 | 2 | 0 | 5  | 5  | 0  |
|  | IGP Pisa         | 1    | 0 | 1 | 1 | 2  | 6  | -4 |
|  |                  |      |   |   |   |    |    |    |

### Gruppo E
|  | Squadra                | P.ti | V | P | S | GF | GS | DR |
|  | ---------------------- | ---- | - | - | - | -- | -- | -- |
|  | CLT Terni              | 6    | 2 | 0 | 0 | 10 | 5  | +5 |
|  | Polisportiva Giampaoli | 3    | 1 | 0 | 1 | 10 | 12 | -2 |
|  | Ascoli                 | 0    | 0 | 0 | 2 | 9  | 12 | -3 |
|  |                        |      |   |   |   |    |    |    |

### Gruppo G
|  | Squadra        | P.ti | V | P | S | GF | GS | DR |
|  | -------------- | ---- | - | - | - | -- | -- | -- |
|  | Stabiamalfi    | 4    | 1 | 1 | 0 | 9  | 7  | +2 |
|  | Bellona        | 2    | 0 | 2 | 0 | 9  | 9  | 0  |
|  | Vesuvio Napoli | 1    | 0 | 1 | 1 | 6  | 8  | -2 |
|  |                |      |   |   |   |    |    |    |

### Gruppo B
|  | Squadra   | P.ti | V | P | S | GF | GS | DR |
|  | --------- | ---- | - | - | - | -- | -- | -- |
|  | Palmanova | 3    | 1 | 0 | 1 | 14 | 10 | +4 |
|  | Arzignano | 3    | 1 | 0 | 1 | 14 | 15 | -1 |
|  | Bologna   | 3    | 1 | 0 | 1 | 11 | 14 | -3 |
|  |           |      |   |   |   |    |    |    |

### Gruppo D
|  | Squadra        | P.ti | V | P | S | GF | GS | DR |
|  | -------------- | ---- | - | - | - | -- | -- | -- |
|  | CUS Chieti     | 6    | 2 | 0 | 0 | 12 | 10 | +2 |
|  | Ercole Caserta | 3    | 1 | 0 | 1 | 11 | 8  | +3 |
|  | Avezzano       | 0    | 0 | 0 | 2 | 5  | 10 | -6 |
|  |                |      |   |   |   |    |    |    |

### Gruppo F
|  | Squadra        | P.ti | V | P | S | GF | GS | DR |
|  | -------------- | ---- | - | - | - | -- | -- | -- |
|  | Pomezia        | 4    | 1 | 1 | 0 | 5  | 4  | +1 |
|  | Ciampino       | 2    | 0 | 2 | 0 | 4  | 4  | 0  |
|  | Lazio Calcetto | 1    | 0 | 1 | 1 | 2  | 3  | -1 |
|  |                |      |   |   |   |    |    |    |

### Gruppo H
|  | Squadra          | P.ti | V | P | S | GF | GS | DR |
|  | ---------------- | ---- | - | - | - | -- | -- | -- |
|  | Pianeta Verde    | 6    | 2 | 0 | 0 | 9  | 0  | +9 |
|  | Atletico Palermo | 3    | 1 | 0 | 1 | 2  | 5  | -3 |
|  | Ares Siracusa    | 0    | 0 | 0 | 2 | 1  | 7  | -6 |
|  |                  |      |   |   |   |    |    |    |

## Fase finale

### Tabellone
|  | Semifinali     | Semifinali     | Semifinali  |             |                | Finale         | Finale | Finale |  |
|  |                |                |             |             |                |                |        |        |  |
|  | Ercole Caserta | Ercole Caserta | 3           |             |                |                |        |        |  |
|  | Ercole Caserta | Ercole Caserta | 3           |             |                |                |        |        |  |
|  | Stabiamalfi    | Stabiamalfi    | 4           |             |                |                |        |        |  |
|  | Stabiamalfi    | Stabiamalfi    | 4           |             | Cotrade Torino | Cotrade Torino | 8      |        |  |
|  |                |                |             |             | Cotrade Torino | Cotrade Torino | 8      |        |  |
|  |                |                | Stabiamalfi | Stabiamalfi | 3              |                |        |        |  |
|  | Pomezia        | Pomezia        | Stabiamalfi | Stabiamalfi | 3              | 2              |        |        |  |
|  | Pomezia        | Pomezia        |             |             |                |                |        |        |  |
|  | Cotrade Torino | Cotrade Torino | 3           |             |                |                |        |        |  |

### Risultati

#### Semifinali
| Torino 27 marzo 2000                                                                                                   | Ercole Caserta | 3 – 4 (1-2)                             | Stabiamalfi | PalaRuffini |
| \| \| \| \| \| R. Bertoni 3’ Bucciero 32’ Panniello 39'59’’ \| Marcatori \| 1’, 19’ Suarato 36'’ Ribeiro 39'’ Coice \| |                |                                         |             |             |
| |                |                                         |             |             |
| R. Bertoni 3’ Bucciero 32’ Panniello 39'59’’                                                                           | Marcatori      | 1’, 19’ Suarato 36'’ Ribeiro 39'’ Coice |             |             |

| Torino 27 marzo 2000                                                             | Cotrade Torino | 3 – 2 (1-1)           | Pomezia | PalaRuffini |
| \| \| \| \| \| Granata 1’, 20'40’’, 38’ \| Marcatori \| 11’ Marcelletti Fondi \| |                |                       |         |             |
|                                                                                  |                |                       |         |             |
| Granata 1’, 20'40’’, 38’                                                         | Marcatori      | 11’ Marcelletti Fondi |         |             |

### Finale
| Torino 28 marzo 2000 | Cotrade Torino | 8 – 3 (5-1)                  | Stabiamalfi | PalaRuffini |
| \| \| \| \| \| Granata 0'14’’, 8’, 18’ Capogna 2’, 17’ Lupo 31’ Visconti 37’ Fimognari 39’ \| Marcatori \| 13’, 22’ Suarato 35’ Rispoli \| |                |                              |             |             |
| |                |                              |             |             |
| Granata 0'14’’, 8’, 18’ Capogna 2’, 17’ Lupo 31’ Visconti 37’ Fimognari 39’                                                                | Marcatori      | 13’, 22’ Suarato 35’ Rispoli |             |             |